# A Perfect Contradiction
A Perfect Contradiction è il terzo album in studio della cantante britannica Paloma Faith, pubblicato il 10 marzo 2014.
Il soggetto della copertina è una rilettura dell'opera Deposizione realizzata dal pittore Caravaggio.

## Tracce
1. Can't Rely on You – 3:15
2. Mouth to Mouth – 4:23
3. Take Me – 3:10
4. Only Love Can Hurt like This – 3:52
5. Other Woman – 3:08
6. Taste My Own Tears – 3:02
7. Trouble with My Baby – 3:00
8. The Bigger You Love (The Harder You Fall) – 3:01
9. Impossible Heart – 4:31
10. Love Only Leaves You Lonely – 4:31
11. It's the Not Knowing – 3:29

Tracce bonus nell'edizione deluxe
1. Can't Rely on You (Live from the Kitchen) – 3:42
2. Trouble with My Baby (Live from the Living Room) – 2:57
3. Only Love Can Hurt like This (Off the Cuff) – 3:43
4. It's the Not Knowing (Exposed Version) – 3:35

Tracce bonus nella riedizione
1. Beauty Remains – 3:36
2. Ready for the Good Life – 3:25
3. Leave While I'm Not Looking – 3:53
4. Changing (feat. Sigma) – 3:16

Disco 2 nella riedizione
1. Mouth to Mouth (Live from BBC Proms 2014) – 4:44
2. Take Me (Live from BBC Proms 2014) – 4:47
3. Trouble with My Baby (Live from BBC Proms 2014) – 3:24
4. I'd Rather Go Blind (feat. Ty Taylor) (Live from BBC Proms 2014) – 5:27
5. Other Woman (Live from BBC Proms 2014) – 3:50
6. It's the Not Knowing (Live from BBC Proms 2014) – 3:58
7. Only Love Can Hurt like This (Live from BBC Proms 2014) – 4:12
8. Upside Down (Live from BBC Proms 2014) – 4:47
9. Can't Rely on You (Live from BBC Proms 2014) – 4:41

## Classifiche

### Classifiche settimanali
| Classifica (2014) | Posizione raggiunta |
| ----------------- | ------------------- |
| Australia         | 4                   |
| Irlanda           | 8                   |
| Nuova Zelanda     | 9                   |
| Regno Unito       | 2                   |
| Scozia            | 2                   |
| Svizzera          | 91                  |